# Vaccinium caesariense
Vaccinium caesariense hay việt quất New Jersey, là một loài thực vật có hoa thuộc chi Việt quất, có nguồn gốc từ miền đông Hoa Kỳ.

## Phân bổ
Vaccinium caesariense là một loài cây bản địa lâu năm ở miền Đông Hoa Kỳ, đặc biệt là ở tiểu bang New Jersey (vì thế nó mới có tên gọi là "việt quất New Jersey"). Nó cũng được tìm thấy rải rác ở các bang khác của Hoa Kỳ như Maine, New Hampshire, Massachusetts, đảo Rhode, New York, Pennsylvania, Maryland, Virginia, Bắc Carolina, Nam Carolina, Georgia và Florida.

## Mô tả
V. caesariense là loài cây bụi, lá màu xanh tươi, nhỏ, hình bầu dục, rụng về mùa đông. Đây là một loài cây lâu năm, thân gỗ của nó không cao quá 5 mét và có rất nhiều cành.
Trong canh tác, V. caesariense thường được trồng vào đầu mùa thu hoặc cuối mùa đông, được bón các loại phân bón hữu cơ như phân compost. Loài này phát triển mạnh trong đất chua, vì thế chỉ cần tưới nước vào những mùa khô.

## Sử dụng
Việt quất là một trong số ít loại trái cây ở Bắc Mỹ có nguồn gốc từ lục địa này. Người Mỹ bản địa xưa kia đã thu hoạch những quả việt quất hoang dã để làm thực phẩm, thuốc nhuộm hoặc làm thuốc. Quả của V. caesariense được cho là có thể trị những căn bệnh liên quan đến dạ dày. Tộc người Lenape đã biết sử dụng chúng cho những mục đích này.

## Tại New Jersey
Cơ quan lập pháp New Jersey đã tuyên bố V. caesariense là loài cây bản địa của vùng này. Mặc dù loài này vẫn còn trong trạng thái hoang dã, hầu hết việt quất được trồng tại New Jersey đều lại với các giống việt quất bụi cao.